# اسکندر مقدونی در افسانه

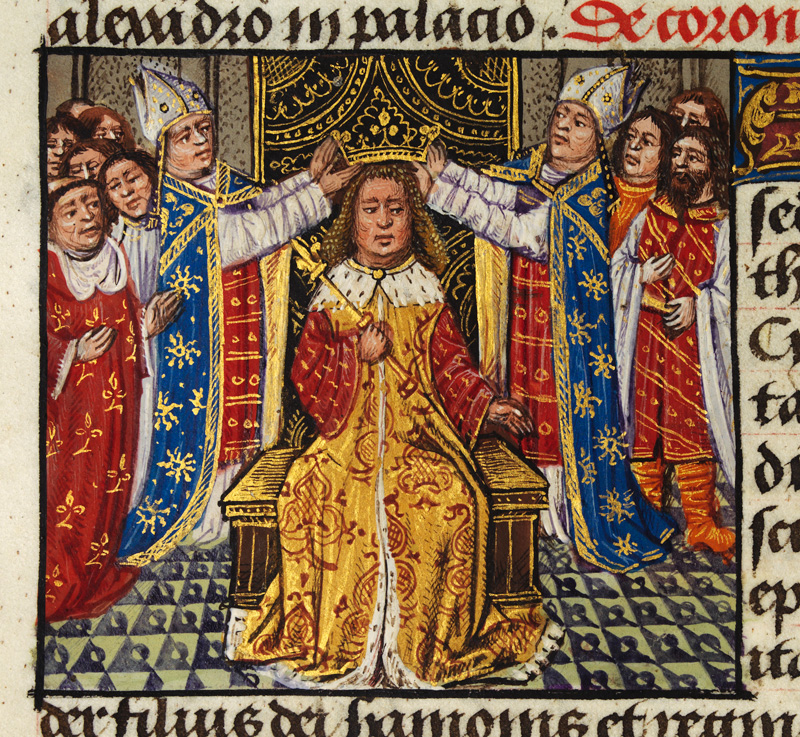
تاجگذاری اسکندر که به سبک قرون وسطای اروپایی، در رمانسی مربوط به قرن ۱۵ میلادی تحت عنوان تاریخچه نبردهای اسکندر به تصویر کشیده شده‌است.

حکایات افسانه‌ای زیادی حول زندگی اسکندر مقدونی یا اسکندر کبیر وجود دارد که نسبتاً حجم زیادی از آن‌ها از زمان زندگی خودش مشتق شده‌اند که احتمالاً توسط خود اسکندر تشویق شده‌اند.

## باستانی

### فاتح پیشگویی شده
شاه فیلیپ رؤیایی دیده بود که در آن مومی را برداشته بود و رحم زنش را موم کرده بود؛ که آن موم تصویر یک شیر را با خود داشت. غیب‌گویی با نام آریستاندر این رؤیا را به این معنی تعبیر کرده بود که المپیاس حامله است، از آن جا که مردان چیزی را که تهی است موم نمی‌کنند، و این که المپیاس پسری را می‌زاید که بی‌باک و شیر-مانند خواهد بود. (Ephorus FGrH 70 217)
پس از این که فیلیپ، پوتیدایا را در ۳۶۵ پیش از میلاد تسخیر کرد این خبر را دریافت کرد که اسبش در بازی‌های المپیک پیروز شد، و پارمنیون، ایلیری‌ها را مغلوب کرد. سپس خبر متولد شدن اسکندر را دریافت کرد. غیب گویان به او گفتند پسری که تولد او با سه پیروزی مصادف شده باشد همیشه پیروز خواهد بود. هنگامی که اسکندر جوان سمند بوکفالوس را رام کرد، پدرش خاطرنشان کرد که مقدونی برایش به اندازه کافی بزرگ نخواهد بود.

## رمانس اسکندر
در اولین قرن پس از مرگ اسکندر، احتمالاً در اسکندریه، مقداری از مطالب افسانه ای تر به صورت نوشته‌ای که تحت عنوان رمانس اسکندر شناخته می‌شود، به هم آمیخته شد، که همچنین بعدها به غلط به کالیستنس تاریخ‌نگار منتسب شد و بنابراین تحت عنوان سودو-کالیستنس یا کالیستنس بدلی شناخته می‌شود.

### روایات مربوط به خاور زمین

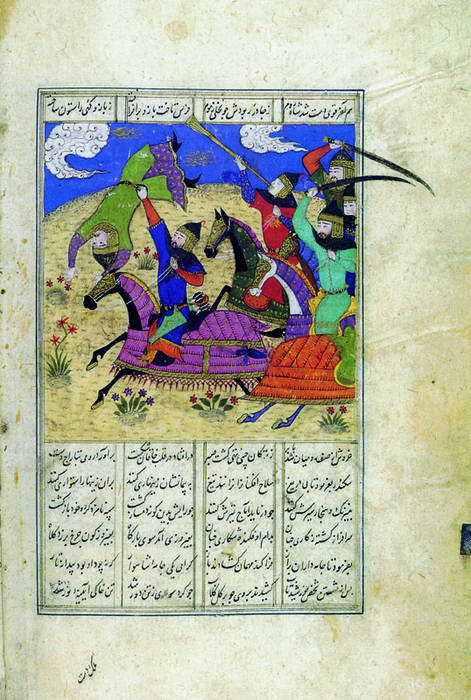
اسکندر در حال پیکار کردن با دشمن، مینیاتور ایرانی قرن ۱۵ میلادی، موزه Czartoryski

- اسکندر در حال پیکار کردن با دشمن، مینیاتور ایرانی قرن ۱۵ میلادی، موزه Czartoryski در شاهنامه، رزم نامه‌ ملی ایرانیان، بهمن پسر دارا (ب) در نبردی با اسکندر کبیر کشته می‌شود، به عبارت دیگر، دارا/داراب به عنوان داریوش سوم شناخته شده و این بهمن را شخصیتی مربوط به قران ۴ ام پیش از میلاد می‌سازد. در حکایتی دیگر، اسکندر پسر دارا/داراب است و همسرش ناهید، که که به عنوان دختر «فیلفوس اهل روم»،[یادداشت ۴] به عبارت دیگر «فیلیپ یونانی» توصیف شده‌است (مقایسه شود با فیلیپ دوم اهل مقدونیه).
- ادعا شده که اسکندر جد حاکمان هنزه باشد.
- دروازه‌های اسکندر (دروازه‌های کاسپین[یادداشت ۵]) مانعی افسانه ای بود که از قرار معلوم توسط اسکندر در قفقاز ساخته شده بود تا بربرهای نامتمدن شمال را (که نوعاً به عجوج و مجوج[یادداشت ۶] مرتبط می‌شوند) از تاخت و تاز به سرزمین‌های جنوب محافظت کند.
- عالمان متاخر مسلمان به‌طور کلی ذوالقرنین قرآن را با اسکندر مقدونی می‌شناختند، که در آن به صورت پیامبری که ذوالقرنین خوانده می‌شود نمود پیدا می‌کند. در قرن‌های آتی، اسکندر مقدونی اغلب توسط مسلمانان به عنوان پیامبری در اسلام شناخته می‌شد. تمدن اسلامی اولیه، حکایات افسانه ای خودش را دربارهٔ اسکندر مقدونی تولید می‌کرد، به خصوص در ایران. با حمله اعراب به ایران، رمانس اسکندر[یادداشت ۷] راهش را به درون ادبیات فارسی باز کرد—که پیامدی طعنه آمیز است، با در نظر گرفتن دشمنی ایرانی زرتشتی با دشمن ملی اش، کسی که شاهنشاهی هخامنشی را خاتمه داد، و از سوی دیگر همچنین مستقیماً مسئول قرن‌ها چیرگی «حاکمان بیگانهٔ» سلوکی بر ایرانیان بود. با این همه، او به عنوان جنگاور و فاتح تصویر سازی نمی‌شود، بلکه به عنوان جوینده حقیقت، کسی که بالاخره آب حیات یا آب زندگانی را پیدا می‌کند. حکایات پارسی اسلامی از افسانه اسکندر، که تحت عنوان اسکندرنامه شناخته می‌شوند، مطالب سودو-کالیستنسی[یادداشت ۳] دربارهٔ اسکندر را، که بعضی از آن‌ها در قرآن یافته شده‌است، با تفکرات ایرانیان ساسانی دربارهٔ اسکندر مقدونی ترکیب می‌کند. منابع پارسی در باب افسانه اسکندر شجره نامی ای اسطوره ای برای او ابداع کرده‌اند که در آن مادر اسکندر هم‌خوابه یا موله داریوش دوم است، که این او را برادر ناتنی آخرین پادشاه هخامنشی، داریوش سوم، می‌کند. با فرارسیدن تا فرارسیدن قرن ۱۲ میلادی نویسندگان مهمی همچون نظامی گنجوی او را موضوع اشعار حماسی خود کرده بودند. سنن اسلامی همچنین این افسانه را که اسکندر مقدونی مصاحب ارسوط و شاگرد مستقیم افلاطون بود، به‌طور مبسوط شرح داده‌اند.

### روایات غربی
اشعار حماسیِ بر اساس رمانس اسکندر
- Alexandreis لاتین
- Alexanderlied آلمانی
- Li romans d'Alixandre فرانسوی
- Libro de Alexandre اسپانیایی
- Alexanders saga اسکاندیناوی-ایسلندی قدیم
- The Buik of Alexander اسکاتلندی
- Aethicus Ister (لاتین) بخش های متعددی را داراست که مستقیما با افسانه اسکندر مرتبط است.
- Azo حاکم افسانه‌ای گرجی‌ها که توسط اسکندر به حاکمیت گماشته شده است.

## نامه‌های کاذبه
- لئون اهل پلا کتاب در باب خدایان در مصر (On the Gods in Egypt) را بر اساس نامه ای کاذبه از طرف اسکندر به مادرش المپیا نوشته است.
- سرالاسرار در ارتباط با شگفتی های هند